# COLORFUL (室内楽団)
COLORFUL（カラフル）は、日本の女性クラリネット奏者、若林愛をリーダーとして活動する、女性奏者による管楽器のアンサンブル・グループである。以下の2つのグループがある。
1. COLORFUL CLARINET QUARTET：クラリネット四重奏（2007年 - 2014年）
2. 木管五重奏カラフル：木管五重奏（2015年 - ）

本項では、これらを共に扱う。
幅広い音域、そして柔らかな音色を生かし色彩豊かな音楽を届けたいという想いから、COLORFULと命名されている。

## COLORFUL CLARINET QUARTET
クラリネット四重奏のCOLORFULは、2007年に結成され、2008年に第5回クラリネットアンサンブルコンクールで第1位を受賞、同時にThe Clarinet賞も獲得した。2009年3月18日、コロムビアミュージックより世界傑作絵本CD第1弾『ブレーメンのおんがくたい』でデビュー。その後キングレコードより4枚のアルバム、ユニバーサルミュージックよりアルバムを発売。アルバム収録曲はロケットミュージックより全曲楽譜が販売されている他、同じくロケットミュージックよりクラリネットの教則本「COLORFUL Clarinet Method」を出版、Also出版よりEWI曲集「エレクトリック・カラフル」を出版している。ユーキャンよりワーナー・ブラザースのキャラクター・トゥイーティーの絵本CD『トゥイーティーと不思議な鳥かご』シリーズで里田まいと共演の他、水前寺清子や井上あずみなど数多くの共演をする。
2014年をもって、生活環境の変化から活動を休止した。若林を除くメンバー（山本を含む）はその後、「AQUAMUSE」（アクアミューズ）というユニットを組んで演奏活動を続けている。

### メンバー
- 1st 若林愛（わかばやし めぐみ） リーダー
担当楽器：クラリネット、EWI。作曲も担当。
横浜市出身。誕生日は12月18日。洗足学園音楽大学音楽学部卒業後、東京ミュージック&メディアアーツ尚美でディプロマ修了。洗足学園音楽大学を優秀賞を受け卒業し、卒業演奏会にて選抜され木管楽器部門の代表としてデビューコンサートに出演。ヤマハ管楽器新人演奏会に出演。クラリネットを角田晃と伊藤寛隆に、室内楽を山根公男に師事。
第5回クラリネットアンサンブルコンクール第1位受賞（日本クラリネット協会主催）。キングレコード、ユニバーサルミュージックよりアルバムを5枚発売。個人でもテレビ/CM出演、オーケストラ、レコーディング、ライブやツアーで活動中。2014年にTVCM出演。D'Addarioマウスピースの広告を担当（ヤマハ）。AKAI professionalエンドーサー。オリジナル楽曲ColorParetteがビュッフェグループの楽器練習アプリUrbanPlayに日本人クラリネット奏者として初採用される。
ヴァイオリニスト天野恵とのユニット「愛恵」、君塚仁子率いるオカリナユニット「君塚トリオ」のメンバーとしても活動中。
三重テレビ放送のアナウンサーである若林希は実妹[2]。

- 2nd 澤目未樹（さわめ みき）
担当楽器：クラリネット、EWI。
北海道斜里町出身。誕生日は5月13日。洗足学園音楽大学音楽学部卒業。2005年、WASBEにおいてIYWOに参加。クラリネットを三瓶佳紀、千葉直師、式部由姫に、室内楽を山根公男に師事。
- 3rd 小田祐子（おだ ゆうこ）
担当楽器：クラリネット、エスクラリネット、EWI。
横浜市出身。誕生日は9月12日。洗足学園音楽大学音楽学部卒業。優秀賞を受け卒業し、卒業演奏会、ヤマハ管楽器新人演奏会に出演。同大学院修了。「コンチェルトの夕べ」に出演。クラリネットを内山洋、千葉直師、加藤明久に師事。
- Bass Cl 中村奈央（なかむら なお）
担当楽器：バスクラリネット、クラリネット、EWI。
横浜市出身。O型。誕生日は10月11日。洗足学園音楽大学音楽学部卒業。第79回横浜新人演奏会に出演。クラリネットを郡尚恵、角田晃、千葉直師、エマニュエル・ヌブーに師事。

### COLORFUL CLASSICS
ポップなスタイルで演奏するCOLORFULとは別に、曲目やステージをアコースティックなクラシックスタイルで演奏するグループとして、2012年に結成された。COLORFULではサポートメンバーとして加入していた山本裕子を正式メンバーとして加えた、クラリネット5重奏のユニット。
- 山本裕子（やまもと ひろこ）
神奈川県茅ヶ崎市出身。誕生日は3月3日。洗足学園音楽大学音楽学部卒業。湘南新人演奏会に出演。クラリネットを浜中浩一と伊藤寛隆に、室内楽を千葉直師、星野均に師事。

### アルバム
- ブレーメンのおんがくたい
〜世界傑作絵本のイメージアルバム〜
2010年3月18日リリース / ￥2,500 / OMCA-1109 / コロムビアミュージック
  1. 3ラテンダンスNo.1 (Charanga Di Xiomara Reyes)
  2. クラリネット・ポルカ
  3. モーツァルト・メドレー
  4. 「僕たちの家」 ブレーメンのおんがくたい公式イメージソング
  5. くるみ割り人形メドレー
  6. クラリネットをこわしちゃった
  7. Je te veux
  8. 「夜の木かげ」 ブレーメンのおんがくたい公式イメージソング
  9. 黒猫のタンゴ
  10. ピクニック]
  11. おもちゃ（おもちゃの交響曲〜おもちゃの兵隊の行進〜おもちゃのチャチャチャ）メドレー
  12. 「一緒に歩こう」 ブレーメンのおんがくたい公式イメージソング

- カラフルジブリ
〜スタジオジブリの名曲アルバム〜
2010年7月21日リリース / ￥2,500 / KICC-860 / キングレコード
  1. やさしさに包まれたなら 〜魔女の宅急便〜
  2. Arrietty's Song 〜借りぐらしのアリエッティ〜
  3. 風の谷のナウシカ 〜風の谷のナウシカ〜
  4. 人生のメリーゴーランド 〜ハウルの動く城〜
  5. 君をのせて 〜天空の城ラピュタ〜
  6. カントリー・ロード 〜耳をすませば〜
  7. もののけ姫 〜もののけ姫〜
  8. トトロメドレー 〜となりのトトロ〜
  9. いつも何度でも 〜千と千尋の神隠し〜
  10. 崖の上のポニョ 〜崖の上のポニョ〜
  11. 木洩れ陽の路地〜海の見える街 〜魔女の宅急便〜
  12. マルコとジーナのテーマ 〜紅の豚〜

『バンドジャーナル』2010年9月号にインタビュー記事と『カラフルジブリ』の中の一曲の楽譜を付録として掲載。

- 桜色
〜春、卒業、別れと出会いのアルバム〜
2011年2月9日リリース / ￥2,500 / KICC-908 / キングレコード
  1. 手紙〜拝啓 十五の君へ〜(アンジェラ・アキ)
  2. YELL (いきものがかり)
  3. チェリー (スピッツ)
  4. 桜の栞 (AKB48)
  5. Butterfly (木村カエラ)
  6. ハナミズキ (一青窈)
  7. さくら〜独唱〜 (森山直太朗)
  8. 旅立ちの日に
  9. 卒業写真 (荒井由実)
  10. BELIEVE
  11. Happiness (嵐)

- Love Songs
〜等身大のラブソング集〜
2011年8月10日リリース / ￥2,500 / KICC-944 / キングレコード
  1. 君に届け （flumpool）
  2. One Love (嵐)
  3. やさしさで溢れるように (JUJU)
  4. ありがとう (いきものがかり)
  5. カブトムシ (aiko)
  6. 会いたくて会いたくて (西野カナ)
  7. LOVE LOVE LOVE (DREAMS COME TRUE)
  8. Story (AI)
  9. 奏 (スキマスイッチ)
  10. 愛を込めて花束を (Superfly)
  11. ヘビーローテーション (AKB48)

カラオケ
  1. 愛を込めて花束を
  2. ヘビーローテーション

- ELECTRIC COLORFUL
〜全曲EWIを使用した、世界初のアルバム〜
2012年9月5日リリース / ￥2,500 / KICj-644 / キングレコード

1. 星に願いを （ピノキオ）
2. 残酷な天使のテーゼ (新世紀エヴァンゲリオン)
3. 東風 (YMO)
4. RYDEEN (YMO)
5. acid five (若林愛)
6. GIRLS' TALK (中村奈央)
7. ミッション・インポッシブルのテーマ
8. 彼こそが海賊 (パイレーツ・オブ・カリビアン)
9. Everyday、カチューシャ (AKB48)
10. キューティーハニー
11. ツァラトゥストラはかく語りき
12. ジュピター

- カラフル・ファンタジー
〜ディズニー映画とオリジナルイメージソングの名曲アルバム〜
2013年9月11日リリース / ￥2,500 / TOCF-56098 / ユニバーサルミュージック（USMジャパン）
  1. アロハ・エ・コモ・マイ （リロ&スティッチ）
  2. 小さな世界
  3. 美女と野獣 (美女と野獣)
  4. ミッキーマウス・マーチ
  5. 星に願いを （ピノキオ）
  6. スーパーカリフラジリスティックエクスピアリドーシャス （メリー・ポピンズ）
  7. アンダー・ザ・シー（リトル・マーメイド）
  8. ホールニューワールド (アラジン)
  9. 君ともだち (トイ・ストーリー)
  10. くまのプーさん
  11. 彼こそが海賊 （パイレーツ・オブ・カリビアン）
  12. 君もとべるよ （ピーターパン）
  13. 愛を感じて （ライオンキング）
  14. クラリネット・ラグ （若林愛）
  15. マーメイド・ラグーン （矢賀部竜成）

- トゥイーティーとちいさなちょう
〜絵本CDトゥイーティーと不思議な鳥かごシリーズ〜
2010年10月18日リリース / ￥1,600
  1. Cure 歌：里田まい 作詞：松井五郎 作曲：中村仁
  2. 秋読み聞かせ 朗読：里田まい
  3. トリッチトラッチポルカ 演奏：カラフル
  4. 会えなくていつも 歌：里田まい

作画：メリッサ・J・スーバー 朗読：里田まい 演奏：カラフル
出版社：ユーキャン

- トゥイーティーとまいごのほし
〜絵本CDトゥイーティーと不思議な鳥かごシリーズ〜
2010年10月18日リリース / ￥1,600
  1. Cure 歌：里田まい 作詞：松井五郎 作曲：中村仁
  2. 冬読み聞かせ 朗読：里田まい
  3. ラプソディー・イン・ブルー 演奏：カラフル
  4. 冬のラッキースター 歌：里田まい

作画：メリッサ・J・スーバー 朗読：里田まい 演奏：カラフル
出版社：ユーキャン

- トゥイーティーとポピーのようせい
〜絵本CDトゥイーティーと不思議な鳥かごシリーズ〜
2011年5月25日リリース / ￥1,600
  1. Cure 歌：里田まい 作詞：松井五郎 作曲：中村仁
  2. 春読み聞かせ 朗読：里田まい
  3. タイプライター 演奏：カラフル
  4. スプリング・ダンス 歌：里田まい 作詞：さいとういんこ 作曲：野沢香苗

作画：メリッサ・J・スーバー 朗読：里田まい 演奏：カラフル
出版社：ユーキャン

- トゥイーティーといけのオーケストラ
〜絵本CDトゥイーティーと不思議な鳥かごシリーズ〜
2011年5月25日リリース / ￥1,600
  1. Cure 歌：里田まい 作詞：松井五郎 作曲：中村仁
  2. 春読み聞かせ 朗読：里田まい
  3. 花のワルツ 演奏：カラフル
  4. ハートあわせて 歌：里田まい 作詞：さいとういんこ 作曲：野沢香苗

作画：メリッサ・J・スーバー 朗読：里田まい 演奏：カラフル
出版社：ユーキャン

### サポート
- どろんこハリー
TOY☆STAGE
  - きづかない
  - ゆめのなか

- いちにちいちぜん
ゆーゆ
- おさんぽ - JAバンク静岡CMソング

- だって、気になるんだもん♪
未発売 「井上あずみ&ゆーゆ」名義 - 静岡県食品表示啓発ソング（ふじのくに食品啓発ガイドで無料配信）

### 動画配信
- クラリネットをこわしちゃった
携帯動画配信〜カラフルがアニメになって曲に合わせて踊ります〜
Music.jp他、携帯サイトにて配信
アニメーション制作：株式会社トロル

### 掲載雑誌
- バンドジャーナル
- THE CLARINET
- THE SAX
- ブラストライブ
- アインザッツ
- 月刊Piano
- ゼクシィ
- フライデー
- タワーレコードintoxicate

他

### 出版楽譜
- COLORFUL Clarinet Method
クラリネット初心者のための教則本（フルカラー）
2011年12月1日 / ￥1,890 / CL-1 /  エイトカンパニィ
- アルバム収録曲の楽譜
2010年〜 / ￥1,995（1冊あたり） / エイトカンパニィ
カラフルジブリ、桜色、LoveSongs、カラフルファンタジー
編成（クラリネット四重奏〜五重奏）

- ELECTRIC COLORFUL
EWI教則&曲集（カラオケ付き）
2012年9月5日 / ￥2,520 / ISBN 978-4-87312-236-6 C0073 / アルソ出版株式会社
- EWI BEST Maniax!
EWI曲集（CD付き）
カラフル〜ヘビーローテーションを収録
￥2,520 / アルソ出版株式会社

### 共演者（サポート含む）
- 水前寺清子
- 井上あずみ
- ゆーゆ
- 山野さと子
- 村上啓介
- 里田まい
- TOY☆STAGE
- 広田圭美

## 木管五重奏カラフル
木管五重奏カラフルは、2015年1月に結成された。編成は木管五重奏（フルート、オーボエ、クラリネット、ホルン、ファゴット）。音楽プロデューサーにリベラ・ウインド音楽監督、音楽評論家の福田滋を迎えて、クラシック界のみならず幅広い音楽分野で活動している。
楽しいステージ作りを追求したクラリネットユニットのカラフルを経て、それまで作り上げて来た楽しいステージはそのままに、演奏、パフォーマンス共にさらなる飛躍を目指して結成。新メンバーはコンクールなどで入賞経験を持つ各楽器の精鋭が参加。甘く優雅な響きの木管五重奏に楽しさを加えた「木管五重奏カラフル」として2015年に活動が開始された。

### メンバー
- 若林愛 リーダー
担当楽器:クラリネット、EWI、オカリナ。作編曲。

- 日野真奈美（ひの まなみ）
担当楽器:フルート
東京都出身。誕生日は9月11日。国立音楽大学附属高等学校を経て、国立音楽大学を卒業。同大学大学院修士課程修了。研究奨学金授与。第14回ヤマハ新人演奏会、第37回フルートデビューリサイタル、レインボウ21 サントリーホールデビューコンサート等に出演。第8回ウラジオストク国際音楽コンクール第1位。第13回万里の長城杯国際音楽コンクール一般の部第1位。2010年・2013年、ギャルド・レピュブリケーヌ吹奏楽団ジャパンツアーに参加。フルートを玉村三幸、大友太郎、野原千代、立川和男、佐久間由美子らに師事。2014年3月、パームツリーミュージックより1枚目のアルバムをリリース。
国立音楽大学演奏補助員。トリオカルディア、ハーツ・ウインズ各メンバー、オーケストラプレゼンターアーティスト。

- 大久保茉美（おおくぼ まみ）
担当楽器：オーボエ。
岩手県宮古市出身。1991年10月20日生まれ。姉が1人いる[3]。
洗足学園音楽大学音楽学部卒業後、東京藝術大学音楽学部別科を修了。洗足学園音楽大学を優秀賞を受賞し卒業、同時に卒業演奏会に出演。在学中、大学の推薦によりヤマハホール主催音楽大学フェスティバル・コンサートVol.4に出演。サントリーホール主催レインボウ21 サントリーホールデビューコンサート2013に出演。NHK秋の文化祭2014「体験型読み聞かせシアター」オープニング曲のオーボエを担当。これまでにオーボエを鈴木繁、宮村和宏、小畑義昭らに、室内楽を藤田雅、千葉直師、辻功らに師事。クラシックのみならず様々なアーティストのレコーディング、ライブサポート、PVやCMに出演し幅広く活動を行っている。昭和音楽大学合奏研究員、洗足学園音楽大学演奏補助要員。
- 北山順子（きたやま じゅんこ）
担当楽器：ホルン。
埼玉県出身。16歳よりホルンを始める。狭山ヶ丘高等学校、武蔵野音楽大学卒業。ホルンを伊藤泰世、ラースロー・ガール、久永重明、丸山勉らに、室内楽を磯部周平、カールマン・ベルケシュに師事。 在学中に学内オーディションに合格し「室内楽の夕べ」成績優秀者によるソロ演奏会に出演。 岡山県支部新人演奏会、JTアフタヌーンコンサートに出演。
2004年、日本ホルン協会サマーキャンプのソロコンクール第1位、ホルンフェスティバル第1回アンサンブルコンクールで優勝。フリーランスのホルン奏者として在京オーケストラ、地方オーケストラにエキストラ出演。また、ミュージカルや室内楽の分野などでも活動している。Cor Ensemble VENUS メンバー。

- 本田早紀（ほんださき）
担当楽器：ファゴット。
東京都出身。玉川大学芸術学部パフォーミング・アーツ学科音楽専攻、管・打楽器首席で卒業。同年第17回ヤマハ管楽器新人演奏会 木管部門に出演。東京音楽大学大学院科目等履修生修了。第21回 日本クラシック音楽コンクール木管部門入賞。これまでにファゴットを吉本康、大埜展男、水谷上総の各氏に師事。2015年から2021年まで東京音楽大学にて助手を務める。現在、室内楽やオーケストラ、アーティストのサポート、劇伴レコーディング等、フリー奏者として活動。玉川大学吹奏楽団ファゴット講師。ファゴット四重奏Ensemble CANNAメンバー。

#### 旧メンバー
- yumi（ユミ）
担当楽器:フルート
- 泉田章子（イズミダアキコ）
担当楽器:ファゴット

### メンバーによるブログ
- 若林愛(リーダー) オフィシャルブログ Powerd by Ameba
- フルーティスト♪日野真奈美オフィシャルブログ Powered by Ameba
- ファゴット奏者 泉田章子「ふぁごろぐ」Powered by Ameba
- オーボエ奏者・大久保茉美のBlog Powered by Ameba

### メンバーによるTwitter
- 若林愛 (@megumicolorful) - X（旧Twitter）
- 澤目美樹 (@mikisawame) - X（旧Twitter）
- 小田祐子 (@yukodadada) - X（旧Twitter）
- 中村奈央 (@clnaocl) - X（旧Twitter）
- 山本裕子（クラリネット奏者） (@hiro3yama3) - X（旧Twitter）
- 日野真奈美 (@hinomanami_fl) - X（旧Twitter）
- 大久保茉美 (@mami_oboe04) - X（旧Twitter）
- 泉田章子 (@fgakiko) - X（旧Twitter）